# Obi (pás)

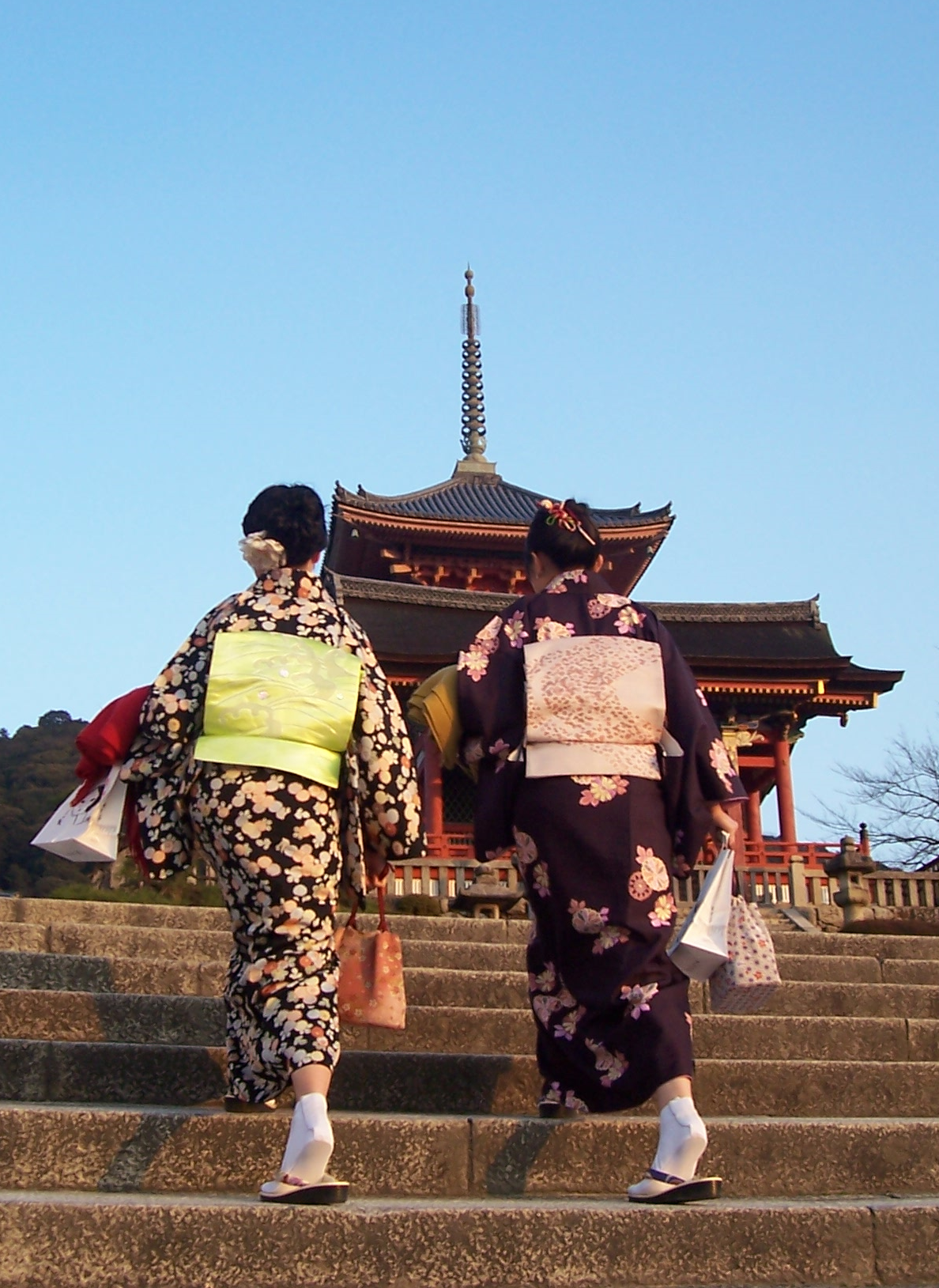
Dvě mladé ženy oblečené v kimonu stoupají ke Kiyomizu, buddhistickému chrámu.

Obi (japonsky: 帯, おび, doslova šerpa, pás) je „pás“ k tradičním japonským oděvům, keikogi – oděvu nošeném při bojových sportech a součást kimona.
Obi pro mužská kimona je spíš úzké, nanejvýš 10 cm, zatím co obi pro ženská kimona může být až 30 cm široké a delší než 4 metry.
V dnešní době už obi neslouží jen k tomu, aby kimono drželo pohromadě, k tomu jsou používány různé další stuhy a pásy, které jsou skryty pod obi samotným. I obi potřebuje při vázání další šňůry a výztuhy.
Rozeznáváme mnoho druhů obi, z nichž většina je pro ženy: široká obi z brokátu a úzká, jednodušší obi pro každodenní nošení a podobně. Nejpřepychovější a nejbarevnější jsou obi pro mladé ženy.
Moderní ženská obi jsou velmi výrazným doplňkem, někdy jsou dokonce mnohem výraznější než kimono samotné. Cena luxusního formálního obi může velmi snadno přesáhnout cenu všech ostatních částí kimona dohromady.
Obi se rozlišují podle vzoru, formálnosti, materiálu a použití.

## Historie
V jeho začátcích obi vypadalo spíš jako široká stuha nebo šňůra, široká kolem 8 cm. V té době se mužská a ženská obi příliš nelišila. Na začátku 17. století nosili ženy i muži obi v podobě stuhy. Kolem roku 1680 se už šířka ženského obi zdvojnásobila. Kolem roku 1730 byla šíře asi 25 cm a na počátku 19. století to bylo už 30 cm. V té době už bylo nezbytné používat při vázání další stuhy. Mužská obi byla nejširší kolem roku 1730 a to až 16 cm.
V období Edo které začalo v roce 1600 se ženská kosode uvazovala úzkou šerpou v bocích. V té době byly moderní rukávy spojené s vrchní částí oděvu a to bránilo užití širších obi. Když se na začátku období Edo začaly rukávy rozšiřovat, resp. prodlužovat, rozšiřovala se i obi. Byly k tomu dva důvody: zaprvé – udržení estetické rovnováhy, delší rukávy vyžadovaly širší obi, a za druhé – na rozdíl od současnosti v té době nosily kimona s dlouhými rukávy i vdané ženy. Kdyby zůstaly dlouhé rukávy stále spojené s tělem, znemožňovalo by to pohyb. Otevření rukávu tedy umožnilo nástup širších obi.
Původně se obi vázalo vpředu. Později začala vázání obi ovlivňovat móda a tak se pozice uzlu posouvala buď na stranu nebo dozadu. Jak se obi rozšiřovala a uzly se zvětšovaly začalo být nepraktické vázat obi vpředu. Na konci 17. století se obi vázala téměř výhradně vzadu. I přesto nebyl tento zvyk plně zaveden až do počátku 20. století.
V 18. století nosily ženy kosode s velmi dlouhou vlečkou kterou nosily v domě spuštěnou. Při pohybu venku měly „sukni“ zvednutou a přesahující látka byla uvázaná pod obi širokou stuhou zvanou šigoki obi. I dnešní kimona jsou příliš dlouhá, ale už není zvykem nechat spodní okraj tvořit vlečku; přebytečná délka se uváže v pase a tím se vytvoří sklad zvaný ohašori. Shigoki obi se používá i dnes, ale slouží už pouze dekorativním účelům.
Nejformálnější obi se dnes už vidí jen vzácně. Těžké a dlouhé maru obi už dnes používají jen maiko a nevěsty jako součást jejich svatebního šatu. Lehčí fukuro obi nahradilo maru obi. Původně všední nagoja obi je dnes nejčastěji používaný typ obi, luxusnější nagoja obi už může být součástí poloformálního outfitu. Uzel obi – musubi, se také zjednodušil a nejčastěji vídaným stylem je taiko musubi – „bubnový uzel“. Cuke obi – předvázaná obi, také získávají na popularitě.

## Ženská obi

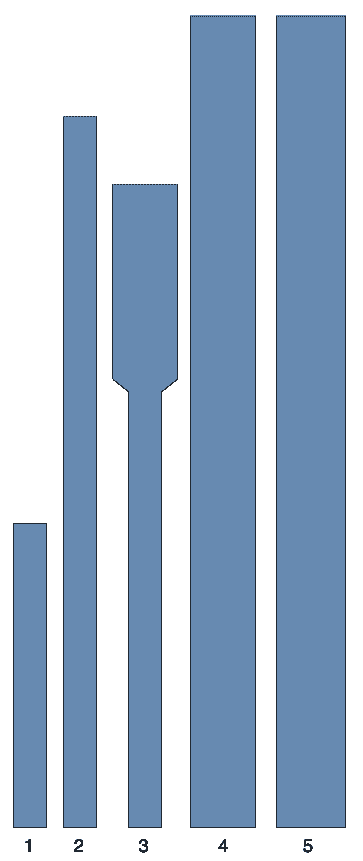
Ženská obi:
1. cuke/cukuri/kantan obi
2. hanhaba obi
3. Nagoja obi
4. Fukuro obi
5. Maru obi

Široká ženská obi se při nošení skládají přibližně na půl a to v rozmezí 15–20 cm. Je považováno za elegantní když je šířka obi v harmonii s proporcemi nositelky. Ideálně by to měla být asi 1/10 její výšky. Plná šířka obi je vidět pouze na dekorativním uzlu – musubi.
Ženská obi se vážou do dekorativního uzlu. Způsobů vázání jsou desítky a jejich použití záleží nejen na druhu obi, ale i na druhu kimona a dané příležitosti. Typů obi je mnoho a jejich použití se řídí nepsanými pravidly, podobně jako u kimona. Určitý typ obi se hodí k určitému typu kimona, svobodné ženy nosí jiné styly musubi než vdané ženy a podobně. Velmi často obi ovlivňuje formálnost celého outfitu: to znamená, že stejné kimono se může nosit při různých příležitostech v závislosti na použitém obi.

### Typy ženských obi

#### Darari obi
(japonsky:だらり帯) je velmi dlouhé maru obi které nosí výhradně maiko. Darari obi má na konci obvykle kamon – znak majitele okija. Darari obi může měřit až 6 metrů. Dříve jej nosily i mladé dívky, většinou dcery bohatších obchodníků. Existuje i varianta han-darari, tedy poloviční.

#### Fukuro obi

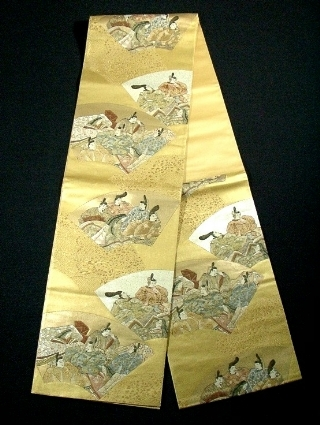
Fukuro obi

(japonsky: 袋帯) je o stupeň níž ve formálnosti než maru obi a v podstatě nejformálnějším dnes používaným typem obi. Vyrábí se buď přeložením širokého kusu látky napůl a nebo sešitím dvou pruhů látky dohromady. Většinou, když je fukuro obi ušité z dvou kusů látky, je rubová strana z levnějšího materiálu a líc může být například z brokátu. Když vynecháme svatební šat, fukuro obi v podstatě nahradilo těžké maru obi při použití u příležitosti obřadů a oslav. Fukuro obi je často ušité tak, že části které nebudou při nošení vidět jsou z hladkého, tenčího a lehčího hedvábí. Fukuro obi bývá většinou 30 cm široké a 360–450 cm dlouhé. Při nošení je fukuro obi od maru obi nerozeznatelné. Rozeznáváme 3 typy fukuro obi: nejformálnější a nejdražší z nich je z brokátu se vzorem na obou stranách. Další typ má vzor na dvou třetinách – tzv. 60% fukuro obi, to je o něco lehčí a levnější než první typ. Třetí typ má vzor jen na těch částech, které jsou vidět při uvázání nejběžnějšího taiko musubi.

#### Fukuro Nagoja obi
(japonsky: 袋名古屋帯) nebo také hassun Nagoja obi (japonsky:八寸名古屋帯, osmipalcové Nagoja obi) je obi, které je sešité napůl až po tu část, kde začíná taiko musubi. Část, která se váže okolo těla, je přeložená v půli. Fukuro Nagoja obi je uzpůsobené k uvázání formálnější dvojvrstvé varianty taiko musubi, tzv. Nidžúdaiko musubi. Obvykle je dlouhé asi 360 cm.

#### Hakata obi

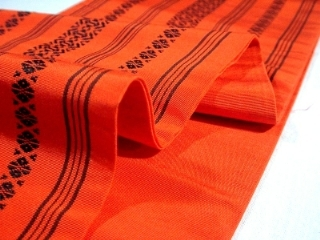
Hakata obi

(japonsky:博多帯, obi z Hakaty) je nevypodšívané tkané obi ze silné příze se slabou vazbou.

#### Hoso obi
(japonsky:細帯, úzká šerpa) je společný název pro neformální obi poloviční šířky. Hoso obi bývá široké 15–20 cm a dlouhé asi 330 cm.

#### Hanhaba obi

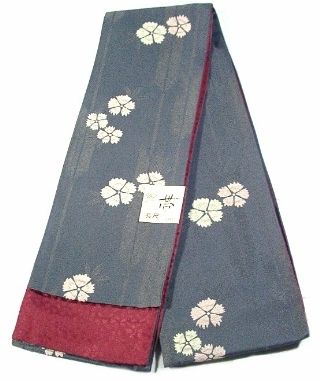
Hanhaba obi

(japonsky:半幅帯 nebo 半巾帯, poloviční obi) je nevypodšívkované neformální obi nošené s jukatou nebo každodenním kimonem. V současnosti jsou hanhaba obi velmi oblíbená. Pro použití s jukatou jsou populární oboustranná obi, která mohou být skládána a přetáčena různými způsoby pro vytvoření barevných efektů. Hanhaba obi je široké 15 cm a dlouhé 300 – 400 cm. Vázání je poměrně jednoduché a pro uvázání nepotřebujete žádné další stuhy ani polštářky. Uzly používané pro hanhaba obi jsou většinou zjednodušené verze bunko musubi. Protože je „přijatelnější“ experimentovat s neformálním obi, jsou často k vidění originální způsoby vázání s použitím ozdobných stuh a podobně.

#### Kobukuro obi
(japonsky:小袋帯) je nevypodšívkované hoso obi jehož šířka je 15–20 cm a délka 300 cm

#### Hara-awase obi

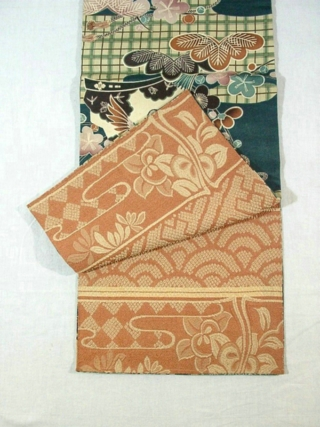
Čuja obi

(japonsky:典雅帯 [tenga obi], 腹合わせ帯 [hara-awase obi]) nebo čúja obi (昼夜帯) je neformální obi jehož strany jsou různě barevné. Je často k vidění na obrazech z období Edo nebo Meidži, ale dnes už je poměrně vzácné. Čúja obi (noc a den) má jednu stranu tmavou, jemně zdobenou a druhou, barevnější a slavnostnější. Tím pádem bylo možné nosit toto obi jak pro každodenní použití, tak i při slavnostech. Čúja obi je obvykle 30 cm široké a 350–400 cm dlouhé.

#### Heko obi

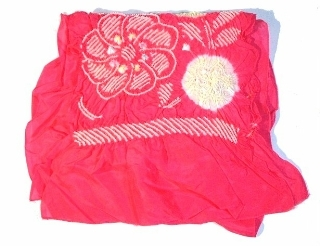
Heko obi

(japonsky:兵児帯, měkké obi) je velmi neformální obi vyrobené z jemné tenké látky často barvené technikou shibori. Tradičně je nosí děti a muži a byly doby, kdy bylo považováno za naprosto nevhodné, aby je nosily ženy. Dnes už i ženy nosí heko obi s neformálním kimonem nebo jukatou. Heko obi pro dospělého je standardní velikosti, tj. 20–30 cm široké a dlouhé asi 300 cm.

#### Hitoe obi
(japonsky:単帯, jednovrstvé obi) je vyrobeno z velmi pevné hedvábné látky a proto nepotřebuje ani podšívku ani další výztuhu. Jeden z materiálů tohoto typu se jmenuje Hakata ori. Hitoe obi se nejčastěji nosí ke každodennímu kimonu nebo jukatě. Je široké buď 15–20 cm (typ hanhaba obi) nebo 30 cm a dlouhé asi 400 cm.

#### Kjóbukuro obi

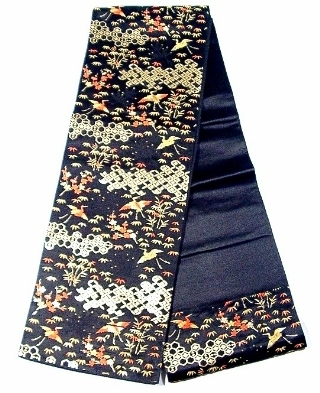
Kjobukuro obi

(japonsky:京袋帯, velké fukuro obi) bylo poprvé vyrobeno asi v roce 1970 v Nišdžinu v Kjótu. V použití leží mezi fukuro obi a Nogoja obi a může být použito pro vylepšení každodenního kimona. Kyobukuro obi vypadá stejně jako fukuro obi, ale je stejně dlouhé jako Nagoja obi. Stejně tak může být obráceno a nošeno jako oboustranné obi. Kjokuburo obi je široké 30 cm a dlouhé 350 cm.

#### Maru obi

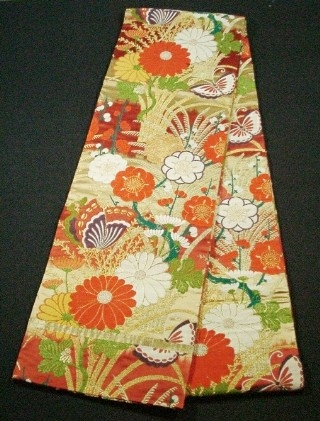
Maru obi

(japonsky:丸帯 [maru-obi], obi z jednoho kusu) je nejformálnější obi. Je vyrobeno z látky široké asi 68 cm, přeložené přes dvojitou podšívku a sešito. Maru obi byla nejoblíbenější v období Taišo a Meidži. Protože jsou velká a těžká, je složité s nimi zacházet. Proto je dnes nosí většinou jen gejši, maiko a podobně. Další použití maru obi je jako součást svatebního šatu. Maru obi je 30–35 cm široké a dlouhé 360–450 cm, je plně vzorované a velmi často vyšívané zlatými nebo stříbrnými nitěmi.

#### Nagoya obi

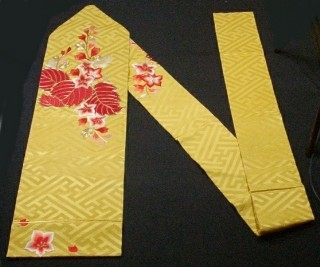
Nagoja obi

(japonsky:名古屋帯) nebo, pro odlišení od fukuro Nagoja obi, kjúsun Nagoja obi (japonsky:九寸名古屋帯, devítipalcové Nagoja obi) je dnes nejpoužívanějším obi. Nagoja obi je velmi snadno rozeznatelné podle typického vzhledu: jeden konec je sešit v půlce a druhý je v plné šířce. To usnadňuje jeho vázání. Nagoja obi může být plně vzorované. Obvykle je vázáno do stylu taiko musubi a mnoho Nagoja obi má vzor jen v těch částech, které jsou při nošení vidět. Nagoja obi je kratší než ostatní obi – asi 315–345 cm, ale šířka je stejná, 30 cm.
Nagoja obi je docela nové. Poprvé bylo vyrobeno švadlenou ve městě Nagoja okolo roku 1920. Toto nové, snadno používatelné obi si rychle získalo oblibu mezi gejšami v Tokiu, od kterých tento styl rychle převzaly ženy z bohatších vrstev, a začaly je nosit ke každodennímu oděvu. Formalita a zdobnost záleží i u Nagoja obi na použitém materiálu. Protože už původně bylo Nagoja obi určeno pro běžné nošení, nemůže být nikdy součástí formálního slavnostního oděvu, přesto však může být luxusní Nagoja obi z brokátu použito jako součást poloformálního oděvu.
S názvem Nagoja obi se lze setkat už i v dávnější historii. Tehdy se však podobalo šňůře.

#### Odori obi

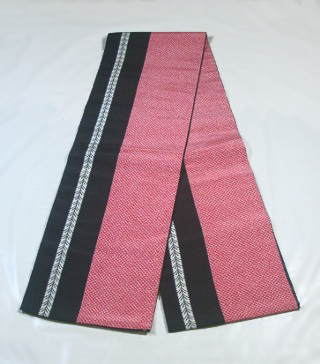
Odori obi

(japonsky:盆踊帯, taneční obi) je obi nošené při tanečních vystoupeních. Odori obi má obvykle velký jednoduchý vzor vyvedený v metalických barvách, aby bylo snadno viditelné obecenstvem. Odori obi může být široké 10–30 cm a dlouhé 350–450 cm.
Protože název odori obi není oficiální, může tak být nazváno jakékoliv obi určené pro taneční vystoupení.

#### Sakiori obi

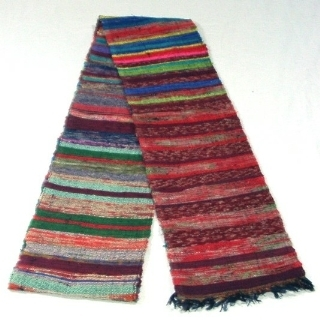
Sakiori obi

je obi tkané z příze vyrobené z tenkých pruhů starých látek. Sakiori obi je určeno pro domácí nošení. Sakiori je rozměrově stejné jako hanhaba obi a je naprosto neformální.

#### Tenga obi

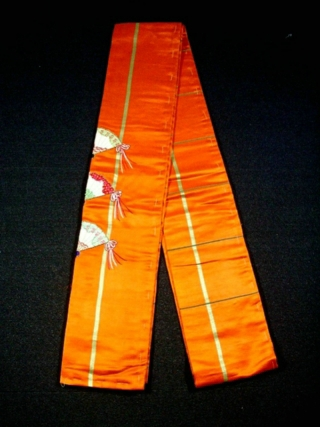
Tenga obi

(japonsky:典雅帯, zdobné obi) je formálnější verze hanhaba obi. Je o něco širší a z lepšího materiálu. Vzory obvykle zahrnují motivy přinášející štěstí a oslavy. Tenga obi je obvykle široké asi 20 cm a dlouhé 350–400 cm.

#### Cuke obi

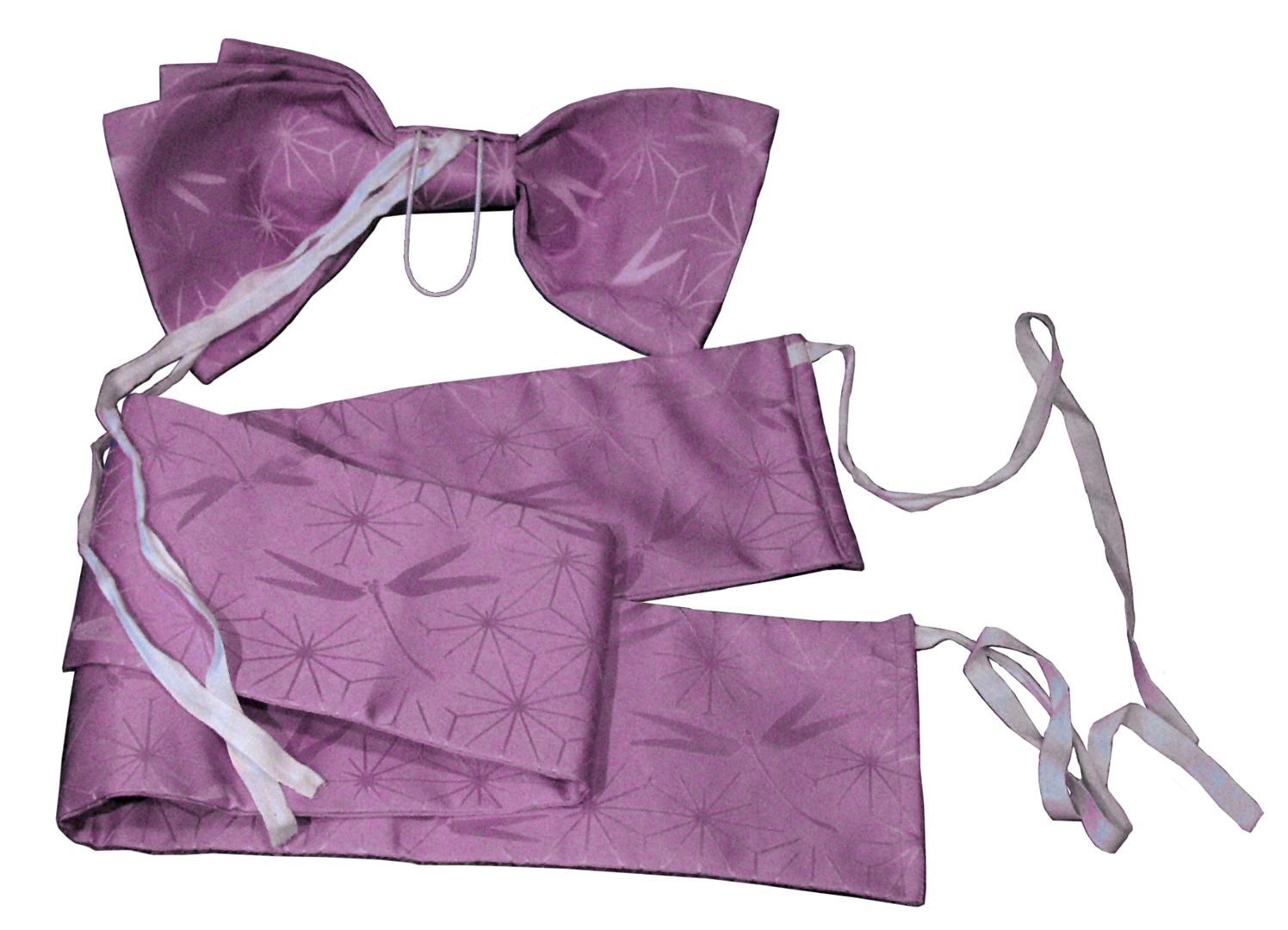
Cuke obi

japonsky:付け帯) nebo cukuri obi (japonsky:作り帯) nebo kantan obi je předvázané obi. Obvykle se skládá z dvou částí – vyztuženého ozdobného uzlu a části, která se váže kolem těla. Cuke obi se upevňuje stuhami. Je považováno za neformální a nejčastěji se nosí s jukatou.

### Doplňky ženského obi

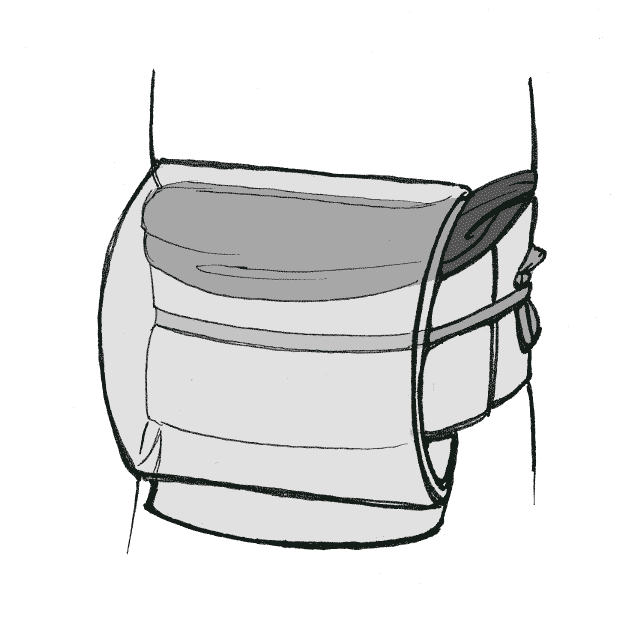
Struktura běžného Taiko musubi: Obidžime je středně šedé, obiage tmavě šedé. Obimakura je skryté pod obiage

Obiage je šálu podobný kus látky, kterým se překrývá obimakura a který drží na místě vrchní část uzlu taiko musubi. V současnosti je zvykem, že svobodné ženy nechávají část obiage vykukovat vpředu zpod obi. Vdané ženy nechávají vykukovat menší část. Obiage může být považováno za spodní díl kimona a proto nechat ho vidět je lehce provokativní.

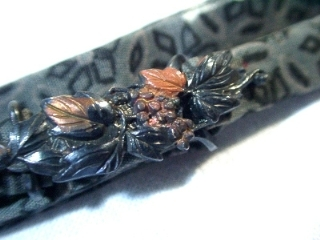
Obidome

Obidome je malý dekorativní doplněk upevňovaný na obidžime. Příliš často se nepoužívá.

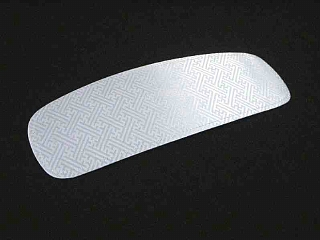
Obi ita

Obi ita je zvláštní výztuha obi který je udržuje vyrovnané. Je vyrobeno z kartonu potaženého látkou a vkládá se mezi vrstvy obi při uvazování. Určitý typ obiita se uvazuje v pase ještě před uvázáním obi.

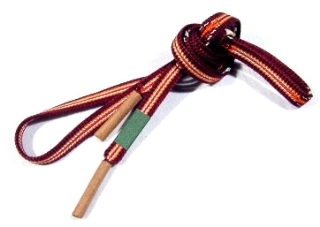
Plochý typ obidžime

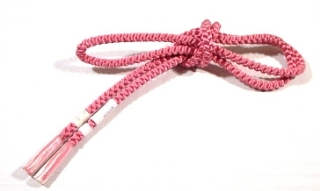
Kulatý typ obidžime

Obidžime je šňůra dlouhá asi 150 cm, která se váže přes obi a skrz uzel a která zdvojnásobuje zdobnost. Může být buď tkaná, nebo sešitá z kusu látky. Obidžime může být ploché i kulaté. Na obou koncích bývají střapce, které mohou být vyrobeny z hedvábí, saténu, brokátu nebo viskózy. Kulatá obidžime jsou považována za slavnostnější než plochá.

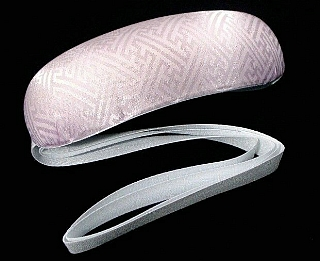
Obimakura

Obimakura je malý polštářek, který udržuje tvar uzlu. Dnes nejpoužívanější uzel – taiko musubi, se váže pomocí prodlouženého typu obimakura.

## Mužská obi
Mužská obi jsou mnohem užší než ta ženská (maximálně 10 cm) a nosí se mnohem jednodušším způsobem. Obtočí se v pase a uvážou se vzadu jednoduchým uzlem.

### Typy mužských obi

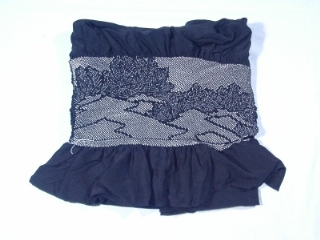
Mužské heko obi

- Heko obi (japonsky:兵児帯, měkké obi) je neformální lehké obi. Heko obi pro dospělého muže je stejně velké jako normální obi, tj. 20–30 cm široké a 300–400 cm dlouhé. Muži nosí heko obi jen doma, ale chlapci je mohou nosit i veřejně, například na letní festivaly společně s jukatou.

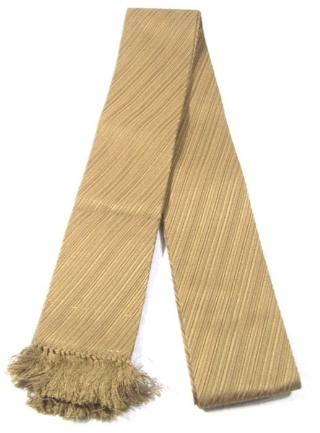
Kaku obi

- Kaku obi (japonsky:角帯, pevné obi) je druhý typ obi pro muže. Formální kaku obi je široké asi 10 cm a dlouhé až 400 cm a v závislosti na materiálu, barvě a vzoru je určeno pro všechny příležitosti od denního nošení až po pohřeb blízkého příbuzného. Kaku obi je obvykle vyrobeno techniku hakata ori a je podélně vzorované. Nejčastějším uzlem je kai-no-kuči.

## Dětská obi
Děti nosí kimono především na slavnosti Šiči go san, a to když děvčata dosáhnou věku 3 a 7 let a chlapci 5 let. Dětská kimona jsou velmi podobná těm pro dospělé a jejich části jsou v podstatě zmenšené verze běžných částí. Nejmenší děti nosí lehké obi podobné šálu.

### Typy dětských obi

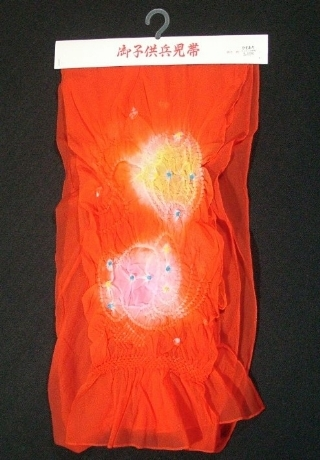
Dětské heko obi

- Sandžaku obi (japonsky:三尺帯, さんじゃくおび, obi dlouhé 3 stopy) je typ mužského obi. Je pojmenováno podle své délky – 3 japonské stopy (asi 37,9 cm). Někdy se nazývá jednoduše sandžaku. Během období Edo bylo toto obi oblíbené společně s oděvem podobným dnešní jukatě pro svou velmi snadné použití. Podle některých teorií vzniklo sandžaku obi z šálu stejné délky, který byl složen a používán jako pás. Sandžaku obi je tvarově podobné kaku obi, úzké s krátkými stehy. Obvykle se vyrábí z měkké látky podobné bavlně. Vzhledem k jeho délce je nejčastěji používaný uzel koma musubi, který je podobný čtvercovému uzlu.

- Šigoki obi (japonsky:しごき帯) byla původně pomůcka v dobách, kdy se nosila kimona s „vlečkou“, kterou se přebytečná látka uvazovala v pase při pohybu venku. Dnes už slouží pouze dekorativním účelům. Je součástí šatu pro 7letá děvčata při oslavách Šiči go san.

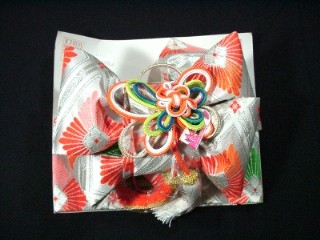
Dívčí cuke obi

- Cuke obi je oblíbené obi pro děti, protože se velmi snadno používá. Pro děti existují dokonce i formální cuke obi. Na stupnici formálnosti jsou na úrovni fukuro obi.

## Obi pro bojové sporty

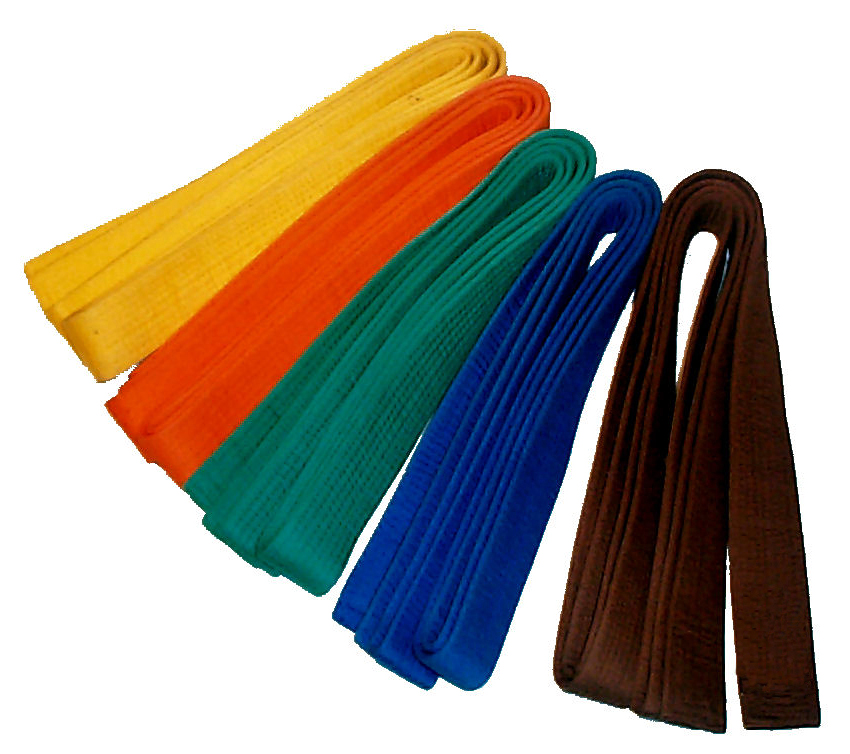
Obi pro budó. Barvy od žluté do hnědé určují stupeň judo kjú od 9. do 1.

Mnohé japonské bojové sporty používají obi jako součást tréninkového oblečení. Tato obi jsou nejčastěji vyrobená z silné bavlny a jsou široká asi 5 cm. Obi pro bojové sporty se nejčastěji vážou uzlem koma musubi; pokud je součástí tréninkového oblečení hakama, váže se obi jiným způsobem.
V mnoha bojových sportech značí barva obi stupeň schopností nositele. Začátečníci obvykle nosí bílé obi, pokročilí černé a mistři červené a bílé obi. Pokud je součástí oblečení hakama, nemá barva obi žádný význam.

## Uzly (musubi)
Uzel obi se nazývá musubi (japonsky:結び, むすび, doslovně uzel). V současnosti už uzel obi neslouží k udržení obi na místě, ale je to především velmi dekorativní část vzadu. Uzel samotný je často podporován dalšími doplňky: podložky, šály a šňůry. Při vázání obi, obzvlášť bez asistence, je nezbytné použití dalších pomocných stuh. Existují stovky uzlů, které velmi často představují květiny nebo zvířata. Jako všechny ostatní aspekty kimona, jsou i pro zvolení správného uzlu nepsaná pravidla. Obecně platí, že čím složitější a výraznější uzly jsou pro mladé svobodné ženy při slavnostních příležitostech, tím decentnější uzly jsou pro vdané a starší ženy při různých obřadech.
V dávných dobách se věřilo, že uzel obi odhání zlé duchy.
Mnohé uzly mají název s dvojsmyslem.

### Typy uzlů
- Asagao musubi (japonsky:朝顔, あさがお, povijnice) je uzel určený pro jukatu. Jak napovídá název, podobá se japonské povijnici. Uzel vyžaduje velmi dlouhé obi, a proto ho nejčastěji nosí dívky.

- Ajame musubi (japonsky:菖蒲, あやめ, kosatec) je velmi dekorativní a složitý uzel, jehož tvar připomíná květ kosatce. Je určen pro mladé ženy a pro neformální příležitosti. Kvůli jeho složitosti a výraznosti by mělo být kimono i obi decentní, nejlépe jednobarevné.

- Bara musubi (japonsky:薔薇, バラ, růže) je současný, velmi dekorativní uzel. Je určen pro mladé ženy a pro neformální příležitosti. Kvůli jeho složitosti a výraznosti není vhodné používat mnohobarevné nebo výrazně vzorované obi. Motivy kimona by měly doplňovat uzel obi představující západní květinu.

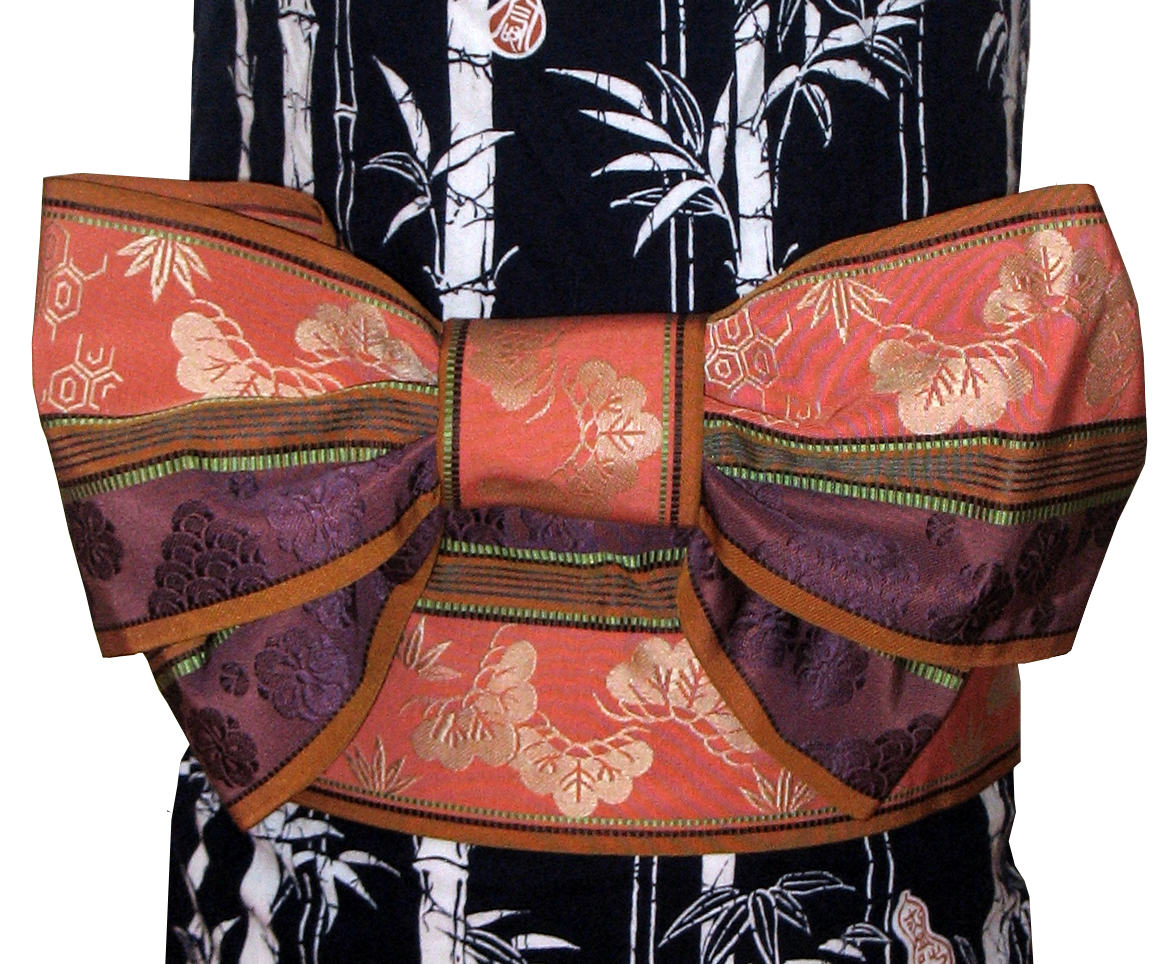
Čóčó musubi

- Čóčó musubi (japonsky:蝶蝶, ちょうちょう, motýl) je verze bunko musubi a váže se z hanhaba obi. Většina cuke obi má tento uzel.

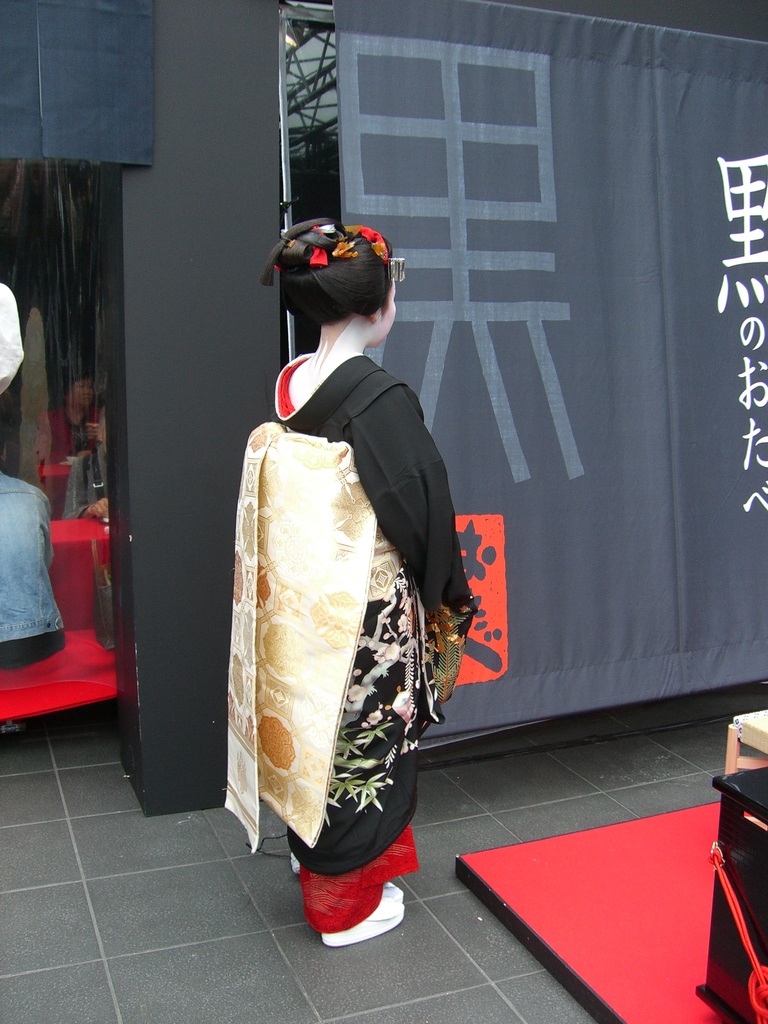
Maiko v Kjótu s obi uvázaným ve stylu darari

- Darari musubi je uzel, který den nosí už jen maiko, tanečníci a herci kabuki. Je velmi snadno rozeznatelný podle dlouhých konců visících vzadu. Dříve tento styl uzlu nosily i kurtizány a dcery bohatých obchodníků. Aby mohl být tento styl uzlu uvázán v plné délce, je zapotřebí speciální darari obi které je dlouhé 600 cm.

Existuje i verze darari musubi s poloviční délkou, tzv. handara musubi. Podle zvyku tento uzel nosí minarai (učednice do stavu maiko) a maiko při určitých tancích.

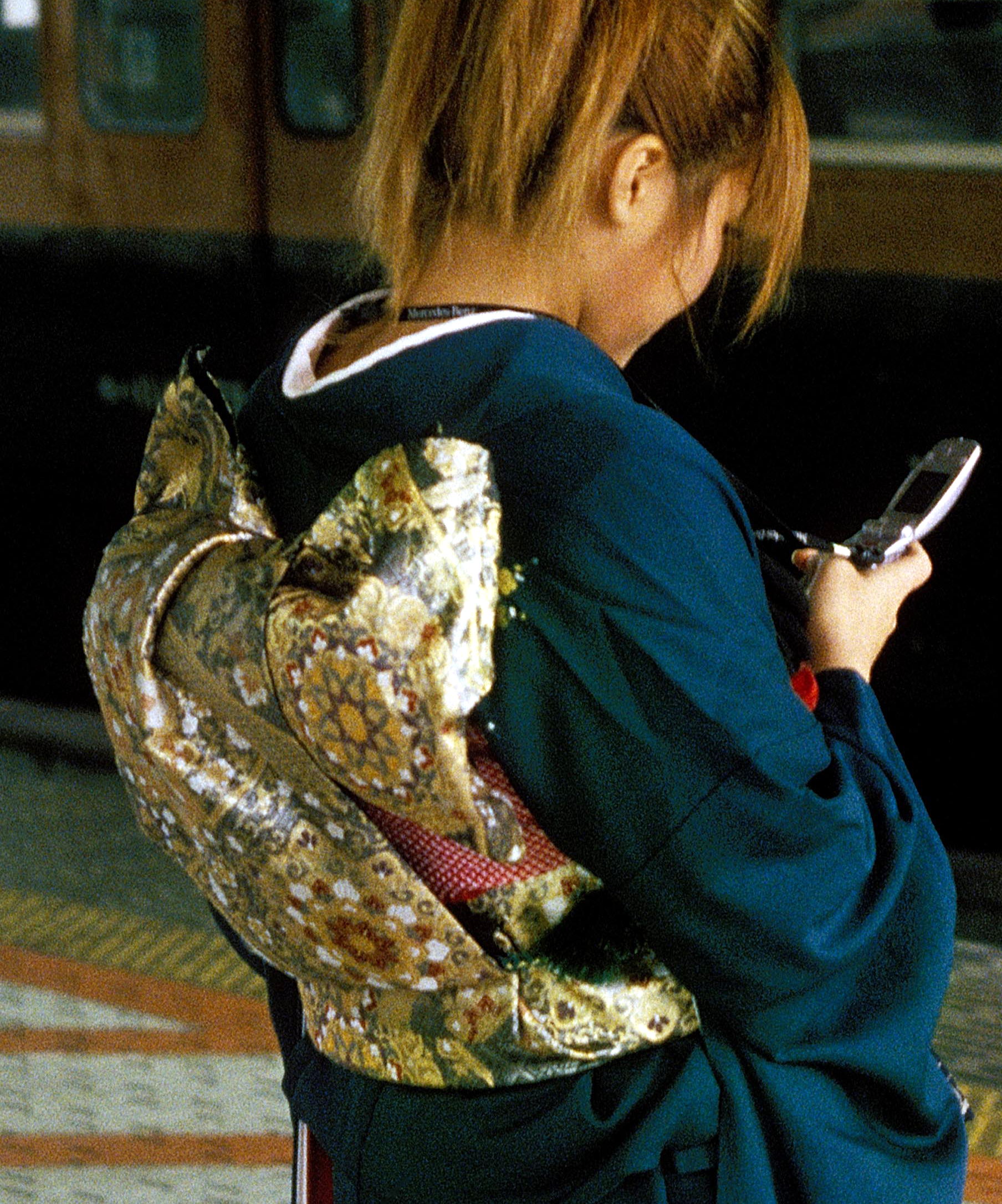
Fukurasuzume musubi

- Fukurasuzume musubi je velmi oblíbený a složitý uzel nošený s furisode

- Kai-no-kuči musubi (japonsky:貝の口, ústa škeble) je decentní uzel, který používají především muži. Někdy jej používají i starší ženy nebo ženy, které chtějí svému oblečení dodat lehce maskulinní nádech.

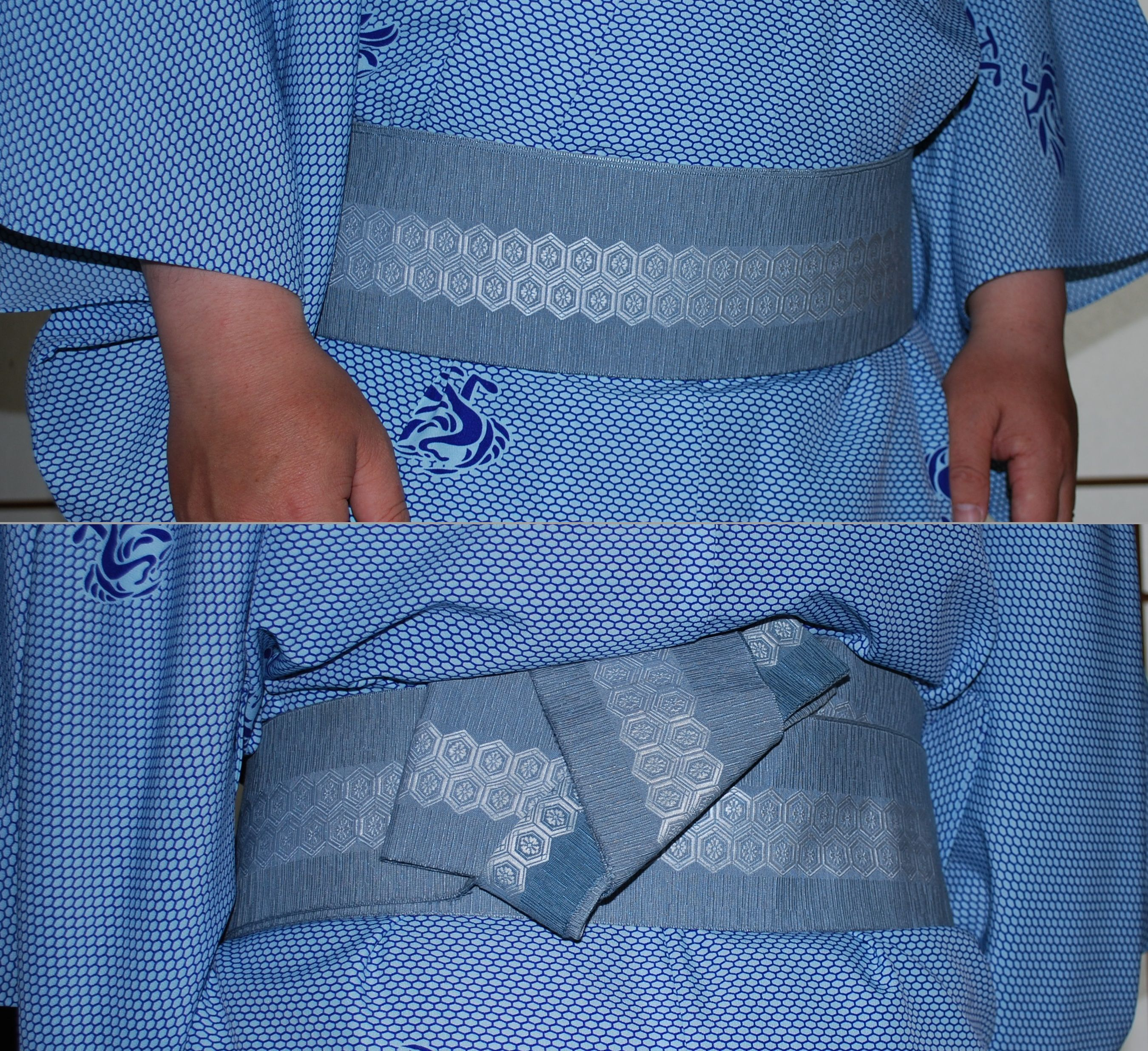
kaku obi s uzlem Kai-no-kuči

- Koma musubi (japonsky:駒結び, čtvercový uzel, doslova hříběcí uzel) je často vázán na obidžime a stuhách haori. Stejným způsobem se váže i dětské sandžaku obi.

- Taiko musubi (japonsky:太鼓, buben) je dnes nejpoužívanějším uzlem. Je jednoduchý a decentní a svým tvarem připomíná krabici. Taiko musubi se hodí pro starší i mladší ženy, pro téměř každou příležitost a lze ho použít k téměř každému kimonu a někdy i k jukatě. Pouze furisode je považováno za příliš formální a mladistvé, aby se kombinovalo s taiko musubi.

Dnes je název taiko musubi nejčastěji spojován s bubnem taiko, ale původ tohoto jména s ním vůbec nesouvisí. Uzel byl vytvořen v době slavnostního otevření mostu Taikobaši v Tokiu v roce 1823. Některé gejši se této slavnosti zúčastnily s tímto novým neobvykle uvázaným obi, které připomínalo hrací kartu (ičimai karuta). Taiko musubi byl variací uzlu, který v té době používali muži. Protože gejši v té době určovaly módu, tento styl vázáni uzlu velmi rychle převzaly další ženy. Společně s vytvořením taiko musubi se zavedlo i používání doplňků obiage, obidžime a obimakura. Tyto doplňky jsou i dnes součástí většiny kimon.
- Nidžúdaiko musubi (japonsky:二重太鼓, dvojvrstvý buben) je, jak název napovídá, variací běžného taiko musubi, vytvářený z formálního fukuro obi. Fukuro obi je delší než běžně nošené Nagoja obi a proto musí být při vázání složeno napůl. Název uzlu má význam „dvojité radosti“.

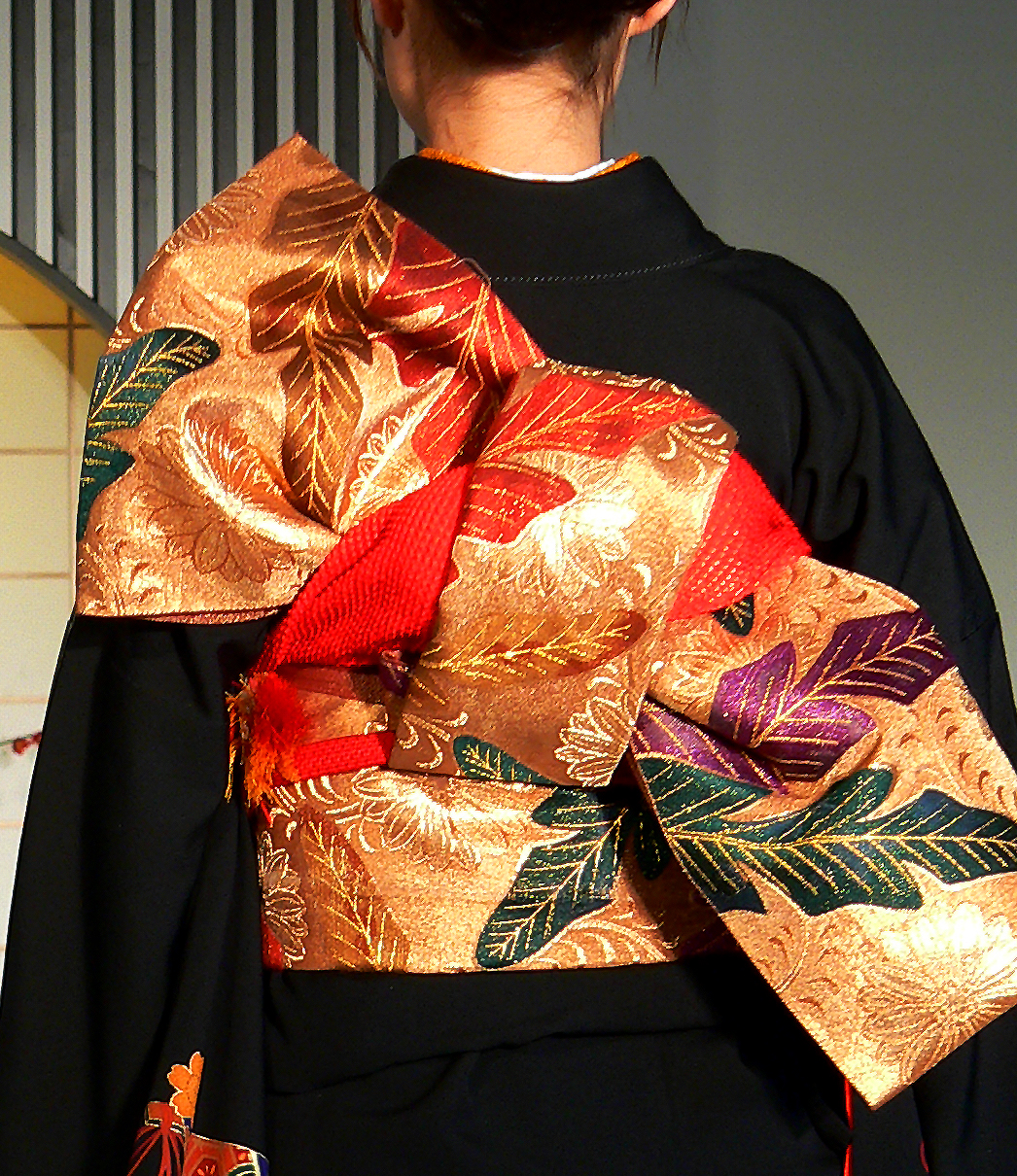
Tateja musubi

- Tateja musubi (japonsky: 立て矢, stojící šíp) připomíná velkou mašli a je jedním z nejjednodušších uzlů nošených s furisode. Dle Noriko Jamanake, odbornice kitsuke, je tento uzel nejvhodnější pro honburisode, furisode s plně dlouhými rukávy.

- Wašikusa musubi (japonsky:鷲草, orlí rostlina) je v podstatě uzel připomínající určitou rostlinu, která vypadá jako letící pták.